# Morpho rhetenor helena
Fluturii Morpho sunt incluși în familia Nymphalidae, subfamilia Morphinae; aceștia sunt celebri pentru coloritul lor, strălucind în soarele tropical ca niște stele albastre. Numele lor provine dintr-un epitet grec care este tradus prin “cel mai arătos”, epitet adesea atribuit zeiței Afrodita, zeița frumuseții și a dragostei. Coloritul lor este datorat solzilor de pe partea dorsală a aripilor, care au o colorație structurală, cu anumite microstructuri care crează această strălucire metalică inegalabilă.
În partea ventrală a aripilor multe specii de Morpho prezintă numeroși oceli, care au un rol defensiv, agresorii fiind induși în eroare, fluturele scăpând astfel cu viață.
Fenomenul de dimorfism sexual este des întâlnit printre fluturi Morpho, coloritul albastru metalizat este întâlnit preponderent la masculi, femelele sunt maro sau gălbui, deși sunt și femele cu un colorit albastru, dar strălucirea aripilor este de o intensitate mai scăzută.Larvele au un spectru trofic extrem de variat, în funcție de specie dar și de regiunea geografică. Adulții nu trăiesc mai mult de trei săptămâni, masculii fiind foarte teritoriali.
Fluturi Morpho sunt extrem de apreciați de colecționarii de fluturi. Pentru ei au fost și inventate metode specifice de a-i captura, utilizând momeli luminoase de culoare albastră.
Aceste nestemate albastre sunt folosite și pentru diverse suveniruri, din această cauză și datorită reducerii habitatului numărul lor a scăzut semnificativ.
Prin albastrul aripilor, fluturii din genul Morpho ne transmit o vibrație de bucurie și fericire. Forma lor spectaculoasă și colorată îi transformă în creaturi misterioase și spirituale, creaturile unei lumi diferite de a noastră, o lume de fantezie și de vis. Modul lor de a zbura din floare în floare este văzut ca un dans de bucurie.